# Praterturm

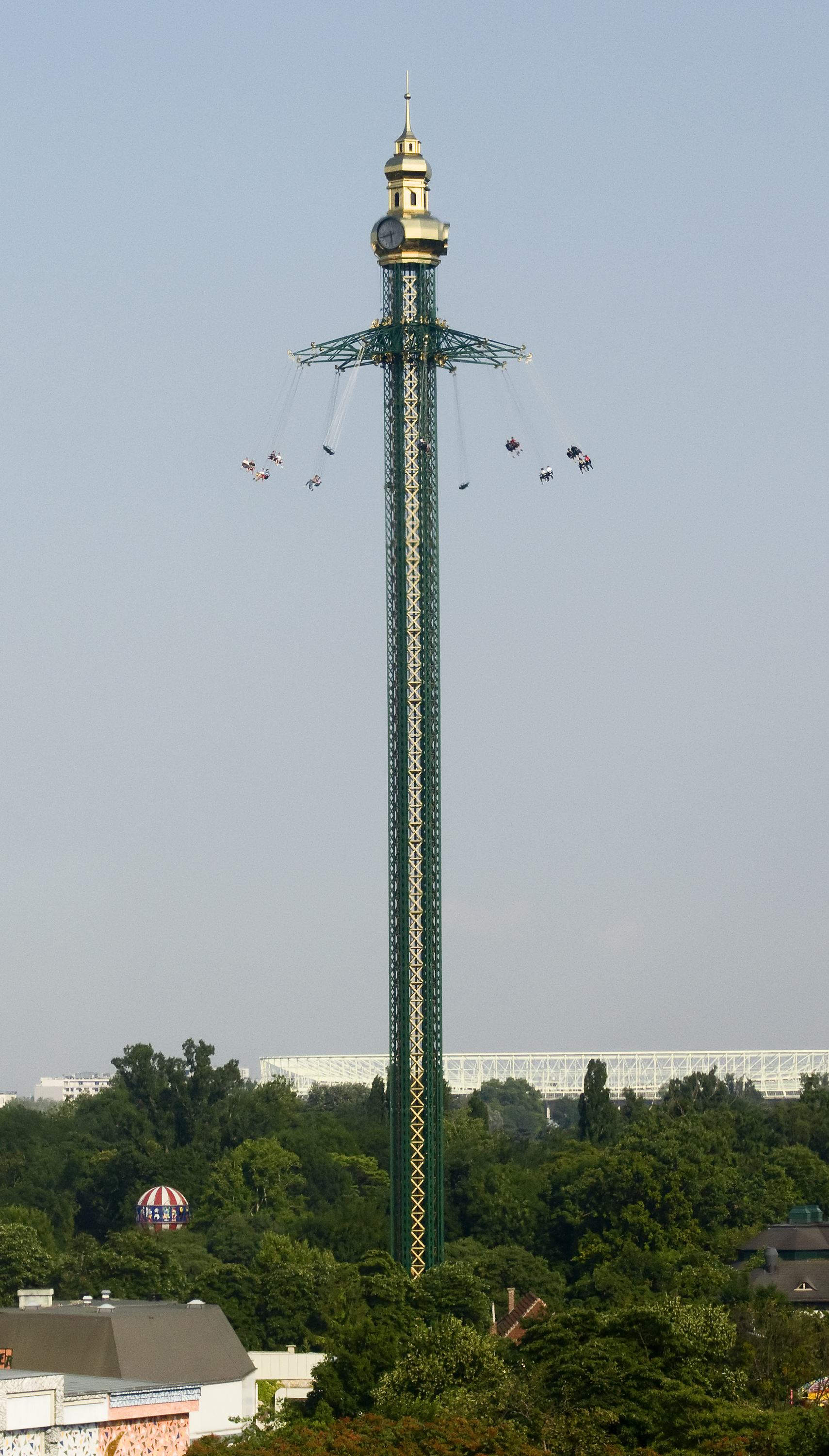
Der Praterturm

Der Praterturm im Wiener Wurstelprater auf Parzelle 59a ist ein Fahrgeschäft vom Typ Starflyer. Er wurde am 1. Mai 2010 eröffnet.

## Konstruktion
Der Praterturm wurde vom Österreichischen Unternehmen Funtime in etwas mehr als einem halben Jahr erbaut. Mit 117 Meter Höhe war er seit seiner Errichtung bis zur Eröffnung des Eclipse im Gröna Lund Vergnügungspark in Schweden im Mai 2013 das welthöchste Kettenkarussell und ist noch heute das höchste Fahrgeschäft in Österreich. Der Turm hat eine Masse von 200 Tonnen und ist in einem Plattenfundament verankert, das 16 m Durchmesser und zwei Meter Tiefe hat und 720 Tonnen wiegt. Die Spitze des Turms bildet eine goldglänzende Zwiebelhaube, in der drei 2,7 m große Uhren eingebaut sind. Des Weiteren befinden sich in der Turmspitze 1.200 LEDs für die nächtliche Beleuchtung.

## Betrieb
Das Karussell verfügt über 12 Doppelsitze mit Gurt- und Bügelschutz und befördert pro Fahrt 24 Personen bis auf eine Höhe von 95 Meter. Mit zunehmender Höhe erhöht sich die Drehgeschwindigkeit und erreicht schließlich bei einem Radius von 18 Metern eine Umfangsgeschwindigkeit von 60 km/h. Eine Fahrt dauert zwischen drei und vier Minuten. Gründer und Besitzer des Fahrgeschäfts ist die Funtime HandelsgmbH des Praterunternehmers Walter Pondorfer.